# 新映影片
新映影片（英語：Neofilms）是一間成立於2003年的香港電影發行及行銷公司，前身為新一影業（NeoVision），2013年7月更改為新映影片。

## 概要
新映影片發行的電影主要以日本動畫電影為主，但亦有少量發行真人主演電影，主要為日本電影。亦有發售相關電影影碟產品Blu-ray及DVD-Video。2012年，推出網上銷售和資訊平台「iAnime」，提供動漫資訊和產品銷售服務，2017年11月更名為「NGi」。
新映影片發行電影中以《新世紀福音戰士新劇場版》、《蠟筆小新》和《名偵探柯南》最為人熟悉。而就著許多未曾在香港播放電視動畫的季度作品，新映影片亦積極洽談劇場版的發行，成功開拓追看新作動漫迷步入本土電影院的新市場。就著其發行《你的名字。》造成社會現象所發掘的商機，原本只在乎電視動畫播映和影碟發行的木棉花國際、曼迪傳播、羚邦國際等代理，以至一度放棄動畫電影發行的安樂影片，於2017年亦開始加入日本動畫電影上映代理權的競爭。
2018年，開設子品牌新映搜畫（iNFi∞ity），主力發行日韓真人電影。

## 發行電影

### 新映影片
| 上映日期       | 片名                                                    | 導演                       | 片長    | 備註 |
| -------------- | ------------------------------------------------------- | -------------------------- | ------- | --- |
| 2016年1月14日  | 劇場版 蒼藍鋼鐵戰艦Cadenza                              | 岸誠二                     | 105分鐘 | |
| 2016年1月21日  | 屍者的帝國                                              | 牧原亮太郎                 | 120分鐘 | 藍光和DVD同時收錄粵語版本 |
| 2016年2月18日  | 火影忍者劇場版：慕留人                                  | 山下宏幸                   | 95分鐘  | DVD收錄粵語版本 |
| 2016年2月25日  | 和諧                                                    | 中村孝                     | 119分鐘 | 藍光和DVD同時收錄粵語版本 |
| 2016年4月14日  | 同級生                                                  | 中村章子                   | 60分鐘  | DVD收錄粵語版本 |
| 2016年5月12日  | 少女與戰車 劇場版                                       | 水島努                     | 119分鐘 | |
| 2016年9月15日  | 名偵探柯南劇場版：純黑的惡夢                            | 靜野孔文                   | 112分鐘 | |
| 2016年11月11日 | 你的名字。                                              | 新海誠                     | 107分鐘 | |
| 2017年2月23日  | 劇場版 艦隊Collection                                   | 草川啓造                   | 95分鐘  | 藍光和DVD同時收錄粵語版本 |
| 2017年3月30日  | 刀劍神域劇場版：序列爭戰                                | 伊藤智彥                   | 120分鐘 | 藍光和DVD同時收錄粵語版本 |
| 2017年4月6日   | 聲之形                                                  | 山田尚子                   | 129分鐘 | 藍光和DVD同時收錄粵語版本 |
| 2017年5月4日   | 虐殺器官                                                | 村瀨修功                   | 115分鐘 | 藍光和DVD同時收錄粵語版本 |
| 2017年5月18日  | 傷物語III：冷血篇                                       | 新房昭之                   | 83分鐘  | 電影分級為三級，只准18歲或以上人士觀看                                                                                                   |
| 2017年8月10日  | 名偵探柯南：唐紅的戀歌                                  | 靜野孔文                   | 112分鐘 | 最後一齣發行《名偵探柯南》電影，從《名偵探柯南：零的執行人》起僅負責影碟發行業務                                                         |
| 2017年8月31日  | 蠟筆小新：外星人噼噼怪來襲！！                          | 橋本昌和                   | 103分鐘 | 《蠟筆小新》第25部電影版 |
| 2017年10月12日 | 帝一之國                                                | 永井聰                     | 118分鐘 | 真人電影 |
| 2017年12月10日 | 午睡公主～不為人知的故事～                              | 神山健治                   | 110分鐘 | DVD收錄粵語版本 |
| 2018年1月11日  | 老師！、、、我可以喜歡你嗎？                            | 三木孝浩                   | 113分鐘 | 真人電影 |
| 2018年1月25日  | Fate/stay night Heaven’s Feel I. Presage Flower         | 須藤友德                   | 120分鐘 | DVD收錄粵語版本 |
| 2018年3月1日   | 請問您今天要來點兔子嗎？？ 〜Dear My Sister〜           | 橋本裕之                   | 60分鐘  | 同時上映粵語版本 |
| 2018年5月31日  | 中二病也想談戀愛！-Take On Me-                          | 石原立也                   | 98分鐘  | DVD收錄粵語版本 |
| 2018年12月6日  | 劇場版夏目友人帳～緣結空蟬～                            | 大森貴弘                   | 104分鐘 | |
| 2018年8月15日  | 蠟筆小新：爆盛！功夫小新〜拉麵大亂鬥〜                  | 高橋涉                     | 105分鐘 | |
| 2018年8月23日  | 未來的未來                                              | 細田守                     | 98分鐘  | 同時上映粵語版本 |
| 2019年1月17日  | 名偵探柯南：零的執行人                                  | 立川讓                     | 110分鐘 | 僅負責DVD發行業務 |
| 2019年2月21日  | Fate/stay night Heaven’s Feel II. Lost Butterfly        | 須藤友德                   | 117分鐘 | DVD收錄粵語版本 |
| 2019年2月28日  | 龍珠超劇場版：布洛尼                                    | 長峯達也                   | 100分鐘 | |
| 2019年3月14日  | 幪面超人平成Generations Forever                         | 山口恭平                   | 100分鐘 | 藍光和DVD同時收錄粵語版本 |
| 2019年3月28日  | Love Live! Sunshine!! 學園偶像電影～彩虹彼端～          | 酒井和男                   | 100分鐘 | |
| 2019年5月2日   | 劇場版 在地下城尋求邂逅是否搞錯了什麼 –獵戶座之箭–      | 櫻美勝志                   | 82分鐘  | |
| 2019年6月13日  | 劇場版 幼女戰記                                         | 上村泰                     | 101分鐘 | |
| 2019年7月18日  | 蠟筆小新劇場版：蜜月風暴～拯救老豆大作戰〜              | 橋本昌和                   | 100分鐘 | 同時上映粵語版本 |
| 2019年8月1日   | 心靈判官 Sinners of the System: Case.1 罪與罰           | 鹽谷直義                   | 60分鐘  | 藍光和DVD同時收錄粵語版本 |
| 2019年8月22日  | ONE PIECE STAMPEDE                                      | 大塚隆史                   | 101分鐘 | |
| 2019年8月29日  | 心靈判官 Sinners of the System: Case.2 First Guardian   | 鹽谷直義                   | 60分鐘  | 藍光和DVD同時收錄粵語版本 |
| 2019年9月12日  | 心靈判官 Sinners of the System: Case.3 恩仇的彼方＿＿   | 鹽谷直義                   | 68分鐘  | 藍光和DVD同時收錄粵語版本 |
| 2019年9月19日  | 劇場版 吹響吧！上低音號～誓言的終章～                   | 石原立也                   | 100分鐘 | DVD收錄粵語版本 |
| 2019年11月7日  | 劇場版 為美好的世界獻上祝福！紅傳說                     | 金崎貴臣                   | 90分鐘  | |
| 2019年11月28日 | 劇場版 幪面超人時王 Over Quartzer × 快盜戰隊VS警察戰隊  | 田崎龍太 杉原輝昭          | 95分鐘  | |
| 2019年12月12日 | 名偵探柯南：紺青之拳                                    | 永岡智佳                   | 109分鐘 | 僅負責DVD發行業務 |
| 2020年1月2日   | 少女與戰車 最終章 4D ～第1話+第2話～                    | 水島努                     | 100分鐘 | |
| 2020年1月23日  | 劇場版新幹線戰士：來自未來的神速ALFA-X                  | 池添隆博                   | 79分鐘  | 同時上映粵語版本 |
| 2020年2月20日  | HUMAN LOST 人間失格                                     | 木崎文智                   | 110分鐘 | |
| 2020年3月19日  | 我們的7日戰爭                                           | 清水洋、西岡夕樹           | 88分鐘  | |
| 2020年5月8日   | 幪面超人令和The First Generation                        | 杉原輝昭                   | 98分鐘  | |
| 2020年5月16日  | 數碼暴龍 LAST EVOLUTION 絆                              | 田口智久                   | 94分鐘  | 原定2020年4月上映 ，後來因戲院受新型冠狀病毒影響需要關閉而延期。藍光和DVD同時收錄粵語版本                                                |
| 2020年6月18日  | 劇場版 不起眼女主角培育法 Fine                          | 龜井幹太、柴田彰久         | 115分鐘 | |
| 2020年7月2日   | 來自深淵：深沉靈魂的黎明                                | 小島正幸                   | 119分鐘 | |
| 2020年8月28日  | 鳴鳥不飛The clouds gather                               | 牧田佳織                   | 86分鐘  | 電影分級為三級，只准18歲或以上人士觀看 原定7月23日上映，因受第三波疫情爆發影響而宣佈7月15日開始關閉所有戲院 ，延期至8月28日上映。        |
| 2020年9月24日  | 約會大作戰 赤黑新章：虛或實                             | 中川淳                     | 25分鐘  | |
| 2020年10月1日  | Thomas & Friends 非凡的發明                             | Ian Cherry, Joey So        | 60分鐘  | 首部發行的英國動畫電影 |
| 2020年10月15日 | Fate/stay night Heaven’s Feel III. spring song          | 須藤友德                   | 122分鐘 | |
| 2020年11月5日  | 加油令和！！小露寶：中華料理鬥一番                      | 石田秀範                   | 23分鐘  | |
| 2020年11月19日 | 劇場版 白箱                                             | 水島努                     | 121分鐘 | |
| 2021年2月18日  | 海邊的異邦人                                            | 大橋明代                   | 60分鐘  | 原定2020年12月3日上映，因香港爆發第四波疫情而宣佈12月2日開始關閉所有戲院，延期至2021年2月18日上映。                                      |
| 2021年2月25日  | 蠟筆小新：激戰！塗鴉王國與差不多四勇者                  | 京極尚彥                   | 103分鐘 | 原定2020年12月10日上映，因香港爆發第四波疫情而宣佈12月2日開始關閉所有戲院，延期至2021年2月25日上映。                                     |
| 2021年3月25日  | 尋找小魔女DoReMi                                        | 佐藤順一, 鎌谷悠           | 91分鐘  | |
| 2021年4月8日   | Fate/Grand Order-神聖圓桌領域卡美洛-Wandering; Agateram | 末澤慧                     | 89分鐘  | |
| 2021年4月15日  | 劇場版 幪面超人ZERO-ONE REAL×TIME                       | 杉原輝昭                   | 80分鐘  | 與《劇場短篇 幪面超人聖刃 不死鳥的劍士與破滅之書》合集成《幪面超人ZERO-ONE × 幪面超人聖刃 劇場版》一同上映。                             |
| 2021年4月15日  | 劇場短篇 幪面超人聖刃 不死鳥的劍士與破滅之書            | 柴崎貴行                   | 23分鐘  | |
| 2021年5月13日  | 鳴鳥不飛 Don't stay gold                                | 牧田佳織                   | 24分鐘  | |
| 2021年6月16日  | 鬼滅之刃 劇場版 無限列車篇                              | 外崎春雄                   | 117分鐘 | 僅負責藍光和DVD發行業務 |
| 2021年8月5日   | 麵包超人：軟綿綿與雲之國                                | 川越淳                     | 63分鐘  | |
| 2021年8月19日  | 蠟筆小新劇場版：謎團？！天下春日部學園之嫌疑事件簿      | 高橋涉                     | 104分鐘 | |
| 2021年9月23日  | Fate/Grand Order-神聖圓桌領域卡美洛-Paladin; Agateram   | 荒井和人                   | 110分鐘 | |
| 2021年10月7日  | 薛多尼亞騎士：織愛之星                                  | 貳瓶勉、瀬下寛之           | 110分鐘 | |
| 2021年10月28日 | 龍與雀斑公主                                            | 細田守                     | 122分鐘 | |
| 2021年11月11日 | 藍色恐懼                                                | 今敏                       | 81分鐘  | |
| 2021年11月18日 | 幪面超人聖刃 + 機界戰隊全開者 SUPERHERO戰記             | 田崎龍太                   | 99分鐘  | |
| 2021年11月25日 | 千年女優                                                | 今敏                       | 83分鐘  | |
| 2021年12月2日  | 少女與戰車 最終章 ～第3話～                             | 水島努                     | 48分鐘  | |
| 2021年12月9日  | Fate/Grand Order-終局特異點 冠位時間神殿所羅門-         | 赤井俊文                   | 94分鐘  | |
| 2021年12月16日 | 東京教父                                                | 今敏                       | 92分鐘  | |
| 2021年12月23日 | 名偵探柯南：緋色的彈丸                                  | 永岡智佳                   | 109分鐘 | 僅負責藍光和DVD發行業務 |
| 2021年12月30日 | 妄想代理人（前篇）                                      | 今敏                       | 172分鐘 | |
| 2022年1月7日   | 蠟筆小新劇場版：傳說召喚 3分鐘百變大進擊                | 武藤裕治                   | 93分鐘  | Let’SEEE 奌・睇上映，後於2022年3月31日發行影碟 上映及影碟都有日語原聲版及粵語配音版                                                      |
| 2022年2月1日   | 蠟筆小新劇場版：傳說召喚 Amigo！森巴入侵計畫            | 武藤裕治                   | 90分鐘  | Let’SEEE 奌・睇上映，後於2022年4月28日發行影碟 上映及影碟都有日語原聲版及粵語配音版                                                      |
| 2022年4月18日  | 蠟筆小新劇場版：風起雲湧 小白的噼噼炸彈                 | 武藤裕治                   | 103分鐘 | Let’SEEE 奌・睇上映，後於2022年5月26日發行影碟 上映及影碟都有日語原聲版及粵語配音版                                                      |
| 2022年4月21日  | Thomas & Friends 索多島盃競速大賽                       | Campbell Bryer, Jason Groh | 58分鐘  | 原定2022年1月27日上映，因香港爆發第五波疫情而宣佈1月7日開始關閉所有戲院，延期至2022年4月21日上映。                                       |
| 2022年4月21日  | 劇場版 Free! -the Final Stroke- 前篇                    | 河浪榮作                   | 86分鐘  | 原定2022年1月27日上映，因香港爆發第五波疫情而宣佈1月7日開始關閉所有戲院，延期至2022年4月21日上映。                                       |
| 2022年4月21日  | 劇場版 Free! -the Final Stroke- 前篇                    | 河浪榮作                   | 86分鐘  | 原定2022年1月27日上映，因香港爆發第五波疫情而宣佈1月7日開始關閉所有戲院，延期至2022年4月21日上映。                                       |
| 2022年4月21日  | 幪面超人Beyond Generations                              | 柴崎貴行                   | 97分鐘  | |
| 2022年4月28日  | 劇場版 黃金拼圖Thank you!!                              | 名和宗則                   | 82分鐘  | |
| 2022年5月5日   | 妄想代理人（後篇）                                      | 今敏                       | 147分鐘 | 電影分級為三級，只准18歲或以上人士觀看 原定2022年1月13日上映，因香港爆發第五波疫情而宣佈1月7日開始關閉所有戲院，延期至2022年5月5日上映。 |
| 2022年5月26日  | 漁港的肉子                                              | 渡邊步                     | 97分鐘  | |
| 2022年5月31日  | 蠟筆小新劇場版：風起雲湧的金矛勇者                      | 本鄉滿                     | 94分鐘  | Let’SEEE 奌・睇上映，後於2022年7月28日發行影碟 上映及影碟都有日語原聲版及粵語配音版                                                      |
| 2022年6月30日  | 蠟筆小新劇場版：吶喊吧！春日部野生王國                  | 鴫野彰                     | 98分鐘  | Let’SEEE 奌・睇上映，後於2022年9月29日發行影碟 上映及影碟都有日語原聲版及粵語配音版                                                      |
| 2022年6月30日  | 劇場版 DEEMO 櫻色旋律 —你彈奏的琴聲、 至今仍在迴響—     | 松下周平                   | 86分鐘  | |
| 2022年7月14日  | 劇場版 Free! -the Final Stroke- 後篇                    | 河浪榮作                   | 106分鐘 | |
| 2022年7月28日  | 福音戰士新劇場版：序                                    | 庵野秀明                   | 102分鐘 | |
| 2022年8月4日   | 福音戰士新劇場版：破                                    | 庵野秀明                   | 113分鐘 | |
| 2022年8月11日  | 福音戰士新劇場版：Q                                     | 庵野秀明                   | 96分鐘  | |
| 2022年8月18日  | 福音戰士新劇場版：終                                    | 庵野秀明                   | 155分鐘 | |
| 2022年8月22日  | ONE PIECE FILM RED                                      | 谷口悟朗                   | 115分鐘 | 同時上映粵語版本 |
| 2022年9月22日  | 特『刀劍亂舞-花丸-』～雪之卷～                          | 直谷隆                     | 73分鐘  | |
| 2022年10月6日  | 電影 五等分的新娘                                       | 神保昌登                   | 136分鐘 | |
| 2022年10月13日 | 新·超人                                                 | 樋口真嗣                   | 113分鐘 | |
| 2022年10月15日 |                                                         | 腰繁男                     | 103分鐘 | 原裝粵語版本重新上映及發行影碟，【】放映作品、「」收錄作品之一 影碟同時收錄日語原聲及原裝香港戲院公映粵語配音版本                        |
| 2022年10月29日 |                                                         | 楠葉宏三                   | 99分鐘  | 原裝粵語版本重新上映及發行影碟，【】放映作品、「」收錄作品之一 影碟同時收錄日語原聲及原裝香港戲院公映粵語配音版本                        |
| 2022年11月3日  | 特『刀劍亂舞-花丸-』～月之卷～                          | 野呂純惠                   | 80分鐘  | |
| 2022年11月17日 | 劇場版 幪面超人REVICE Battle Familia                    | 坂本浩一                   | 62分鐘  | |
| 2022年11月17日 | 暴太郎戰隊Don Brothers THE MOVIE 新．初戀英雄           | 田崎龍太                   | 30分鐘  | |
| 2022年11月19日 |                                                         | 寺本幸代                   | 109分鐘 | 原裝粵語版本重新上映及發行影碟，【】放映作品、「」收錄作品之一 影碟同時收錄日語原聲及原裝香港戲院公映粵語配音版本                        |
| 2022年12月1日  | 特『刀劍亂舞-花丸-』～華之卷～                          | 野呂純惠                   | 61分鐘  | |
| 2022年12月3日  |                                                         | 楠葉宏三                   | 99分鐘  | 原裝粵語版本重新上映及發行影碟，【】放映作品、「」收錄作品之一 影碟同時收錄日語原聲及原裝香港戲院公映粵語配音版本                        |
| 2022年12月17日 |                                                         | 寺本幸代                   | 104分鐘 | 原裝粵語版本重新上映及發行影碟，【】放映作品、「」收錄作品之一 影碟同時收錄日語原聲及原裝香港戲院公映粵語配音版本                        |
| 2022年12月31日 |                                                         | 八鍬新之介                 | 110分鐘 | 原裝粵語版本重新上映及發行影碟，【】放映作品、「」收錄作品之一 影碟同時收錄日語原聲及原裝香港戲院公映粵語配音版本                        |
| 2023年1月5日   | 劇場版 歌之☆王子殿下♪真愛ST☆RISH TOURS                  | 永岡智佳                   | 66分鐘  | |
| 2023年1月14日  |                                                         | 大杉宜弘                   | 100分鐘 | 原裝粵語版本重新上映及發行影碟，【】放映作品、「」收錄作品之一 影碟同時收錄日語原聲及原裝香港戲院公映粵語配音版本                        |
| 2023年1月27日  |                                                         | 芝山努                     | 100分鐘 | 重新發行影碟，「」收錄作品之一 收錄日語原聲及《》年代粵語配音版本                                                                        |
| 2023年1月27日  |                                                         | 芝山努                     | 100分鐘 | 重新發行影碟，「」收錄作品之一 收錄日語原聲及《》年代粵語配音版本                                                                        |
| 2023年1月27日  |                                                         | 芝山努                     | 98分鐘  | 重新發行影碟，「」收錄作品之一 收錄日語原聲及《》年代粵語配音版本                                                                        |
| 2023年1月27日  |                                                         | 芝山努                     | 100分鐘 | 重新發行影碟，「」收錄作品之一 收錄日語原聲及《》年代粵語配音版本                                                                        |
| 2023年1月27日  |                                                         | 芝山努                     | 100分鐘 | 重新發行影碟，「」收錄作品之一 收錄日語原聲及《》年代粵語配音版本                                                                        |
| 2023年3月2日   | 鈴芽之旅                                                | 新海誠                     | 122分鐘 | |
| 2023年3月30日  | 鏡之孤城                                                | 原惠一                     | 116分鐘 | |
| 2023年6月1日   |                                                         | 芝山努                     | 93分鐘  | 重新發行影碟，「」收錄作品之一 收錄日語原聲及原裝香港戲院公映版本（包括粵語配音以及香港版主題曲）                                        |
| 2023年6月1日   |                                                         | 芝山努                     | 92分鐘  | 重新發行影碟，「」收錄作品之一 收錄日語原聲及原裝香港戲院公映版本（包括粵語配音以及香港版主題曲）                                        |
| 2023年6月1日   |                                                         | 芝山努                     | 91分鐘  | 重新發行影碟，「」收錄作品之一 收錄日語原聲及原裝香港戲院公映版本（包括粵語配音以及香港版主題曲）                                        |
| 2023年6月1日   |                                                         | 芝山努                     | 81分鐘  | 重新發行影碟，「」收錄作品之一 收錄日語原聲及原裝香港戲院公映版本（包括粵語配音以及香港版主題曲）                                        |
| 2023年6月1日   |                                                         | 芝山努                     | 84分鐘  | 重新發行影碟，「」收錄作品之一 收錄日語原聲及原裝香港戲院公映版本（包括粵語配音以及香港版主題曲）                                        |
| 2023年6月1日   |                                                         | 芝山努                     | 89分鐘  | 重新發行影碟，「」收錄作品之一 收錄日語原聲及原裝香港戲院公映版本（包括粵語配音以及香港版主題曲）                                        |
| 2023年7月19日  | 名偵探柯南：萬聖節的新娘                                | 滿仲勸                     | 111分鐘 | 僅負責DVD發行業務 |
| 2023年7月27日  |                                                         | 渡邊步                     | 107分鐘 | 重新發行影碟，「」收錄作品之一 收錄日語原聲及原裝香港戲院公映粵語配音版本                                                                |
| 2023年7月27日  |                                                         | 寺本幸代                   | 112分鐘 | 重新發行影碟，「」收錄作品之一 收錄日語原聲及原裝香港戲院公映粵語配音版本                                                                |
| 2023年7月27日  |                                                         | 渡邊步                     | 112分鐘 | 重新發行影碟，「」收錄作品之一 收錄日語原聲及原裝香港戲院公映粵語配音版本                                                                |
| 2023年12月14日 | 光之美少女 All Stars F                                  | 田中裕太                   | 73分鐘  | 首部在香港和澳門戲院上映的光之美少女系列電影，以往都是電視台購買及播放。                                                                 |

### 新映搜畫
| 上映日期       | 片名                            | 導演                            | 片長    | 備註                                   |
| -------------- | ------------------------------- | ------------------------------- | ------- | -------------------------------------- |
| 2018年4月5日   | 媽寶兄弟                        | 崔成賢                          | 121分鐘 | 韓國電影                               |
| 2018年4月19日  | 瘋人院逐個捉                    | 鄭凡植                          | 94分鐘  | 韓國電影                               |
| 2018年6月28日  | 去年冬天、與你分手              | 瀧本智行                        | 118分鐘 |                                        |
| 2018年11月1日  | Perfect World～與他一起的奇蹟～ | 柴山健次                        | 102分鐘 |                                        |
| 2018年11月29日 | 旅貓日記                        | 三木康一郎                      | 118分鐘 |                                        |
| 2019年4月11日  | 十二個想死的孩子                | 堤幸彦                          | 118分鐘 |                                        |
| 2019年5月2日   | 後街女孩                        | 原桂之介                        | 87分鐘  |                                        |
| 2019年10月3日  | 鬼片：驚嚇現場                  | 金鎮元                          | 86分鐘  | 韓國電影                               |
| 2019年11月7日  | 伊索遊戲                        | 淺沼直也、中泉裕矢、 上田慎一郎 | 87分鐘  |                                        |
| 2020年5月14日  | 野種                            | 奧嘉·高勒德斯基亞               | 90分鐘  | 俄羅斯電影                             |
| 2020年5月28日  | 那一夜：母親是殺人犯            | 白石和彌                        | 123分鐘 |                                        |
| 2021年3月11日  | 愛在末路之境                    | 行定勳                          | 130分鐘 | 電影分級為三級，只准18歲或以上人士觀看 |
| 2021年4月29日  | 不能忘記的名字                  | 金宗寬                          | 117分鐘 | 韓國電影                               |
| 2021年6月10日  | 烈日特工：毀滅倒數              | 羽住英一郎                      | 110分鐘 |                                        |
| 2021年7月1日   | 大逃殺 4K修復版                 | 深作欣二                        | 113分鐘 | 電影分級為三級，只准18歲或以上人士觀看 |
| 2023年11月9日  | 錄陰帶                          | 清水崇                          | 103分鐘 |                                        |

## 備註
1. 1 2 3 4 5 6  香港首次公映及推出影碟由寰宇影片發行
2. 1 2 3 4 5 6  香港首次推出VCD及DVD影碟由寰宇影片發行

## 外部連結
- 官方网站
- 新映影片的Facebook專頁
- 新映影片的Instagram帳戶
- 官方網上商店NGi （页面存档备份，存于）